# 31872 Теркан
31872 Теркан (31872 Terkán) — астероїд головного поясу, відкритий 13 березня 2000 року.
Тіссеранів параметр щодо Юпітера — 3,554.